# Verbena carnea
Verbena carnea — вид трав'янистих рослин родини Вербенові (Verbenaceae), ендемік південного сходу США.

## Опис
Багаторічна рослина. Один або кілька вертикальних стебел 30–90 см. Стебла квадратні, зеленого кольору і часто пурпурні біля основи; вони запушені й залозисті, особливо догори. Листки супротивні, сидячі, запушені, від еліптичних до довгастих у контурі, пилчасті; вони зменшуються в розмірах догори. Рослини можуть виробляти з 1–5 колосів. Квітки від рожевого до блідо-лавандового забарвлення, розміщені в термінальних колосах й часто широко розставлені в суцвітті; вони можуть бути поодинокими, в протилежних парах, або в кільцях, у межах суцвіття. Тільки кілька квітів відкриті одночасно й цвітіння просувається від низу до вершини колоса. Віночок 5-дольний. Плід — схизокарпій зі щільно прилеглими мерикарпіями. Рослина не особливо показна й зазвичай не доступна в розсадниках.

## Поширення
Поширений на південному сході США (Алабама, Флорида, Джорджія, Луїзіана, Міссісіпі, Північна Кароліна, Південна Кароліна, Техас). Росте на піщаних пагорбах, в чагарникових дубових рідколіссях, в сухих соснових лісах і в сухих змішаних сосново-листяних лісах.